# Itanagé
Itanagé é um distrito do município brasileiro de Livramento de Nossa Senhora, no interior do estado da Bahia.

## História
Distrito criado através da lei estadual nº 2187, de 17 de julho de 1929, Itanagé surgiu como distrito de nome Conceição. O nome foi mudado para Itanagé pelo decreto-lei estadual  nº 11089, de 30 de novembro de 1938. O distrito permaneceu no território de Livramento de Nossa Senhora ao passar dos anos, e, de acordo com informações do Instituto Brasileiro de Geografia e Estatística (IBGE), sua população no ano de 2010 era de 4 118 habitantes, sendo 2 313 homens e 2 105 mulheres, possuindo um total de 1 428 domicílios particulares.